# Ponte do Fratel
A Ponte do Fratel é uma ponte sobre o rio Tejo no Itinerário Principal IP2 na Barragem de Fratel.
Foi inaugurada em 1973, é uma ponte com tabuleiro de 240 metros em betão, apoiado em pilares fundados nos contrafortes da barragem.